# Marcos Rosendo Medina Filigrana
Marcos Rosendo Medina Filigrana (Jalpa de Méndez, Tabasco, 6 de octubre de 1970) es un político mexicano, actualmente militante del partido Movimiento Regeneración Nacional (Morena) y con anterioridad del PRD y del PRI. Ha sido en dos ocasiones diputado federal, la segunda a partir de 2021.

## Biografía
Marcos Rosendo Medina Filigrana es licenciado en Derecho y cuenta con dos maestrías, una en Ciencias Políticas por la Université Sorbonne Nouvelle y otra en Derecho Constitucional por la Université Panthéon-Assas. Entre 1998 y 2012 ejerció como docente de la asignatura de Derecho Administrativo, Derecho Constitucional, Teoría Política y Teoría de la División de Poderes en la Universidad Olmeca.
Su primer cargo público fue el de regidor del ayuntamiento del municipio de Jalpa de Méndez de 1992 a 1993, postulado por el PRI. Entre 1995 y 1998 trabajó en la Secretaría de Gobernación, en donde ocupó durante el primer año el cargo de jefe de departamento en la dirección de Coordinación Política con Entidades Federativas y Municipios, de 1995 a 1997 fue asesor del director general Adjunto de Gobierno y luego asesor del director general de Asuntos Jurídicos, finalmente de 1997 a 1998 fue secretario de la Comisión Calificadora de Publicaciones y Revistas Ilustradas.
De 2004 a 2006 fue director de Atención Ciudadana del municipio de Macuspana, y en el último año, directo de Asuntos Jurídicos del mismo municipio, y en 2007, coordinado de asesores del presidente municipal de Comalcalco, Tabasco. A partir de 2006 ocupó cargos en la estructura estatal del Partido de la Revolución Democrática (PRD), siendo entre otros cargos, consejero estatal y nacional, y presidente estatal del partido en 2009. De 2007 a 2008 fue además director general del diario La Verdad del Sureste.
En 2012 fue postulado candidato del PRD y electo diputado federal por el Distrito 1 de Tabasco a la LXII Legislatura de ese año a 2015, y en la que fue secretario de la comisión de Infraestructura; e integrante de las comisiones de Gobernación; de Régimen, Reglamentos y Prácticas Parlamentarias; y, de Fortalecimiento al Federalismo.
Al término de dicho cargo, en 2016, fue electo diputado a la LXII Legislatura del Congreso de Tabasco, permaneciendo en dicho cargo hasta 2018, y en la que ocupó el cargo de presidente de la Comisión de Gobernación y Puntos Constitucionales.
En 2019 fue designado como Secretario de Gobierno por el entonces Gobernador del Estado de Tabasco, Adán Augusto López Hernández, hasta el año 2020.
En 2021 fue electo diputado federal por segunda ocasión, esta vez por el Distrito 5 de Tabasco a la LXV Legislatura, postulado por Morena e integrando su bancada.
Dentro de otros cargos ocupados a nivel federal se encuentran asesor del director general adjunto de Gobierno en la Secretaría de Gobernación,  asesor del director general de Asuntos Jurídicos de la Secretaría de Gobernación y secretario técnico de la Comisión Calificadora de Publicaciones y Revistas Ilustradas de la Secretaría de Gobernación.